# Rutger von Ascheberg

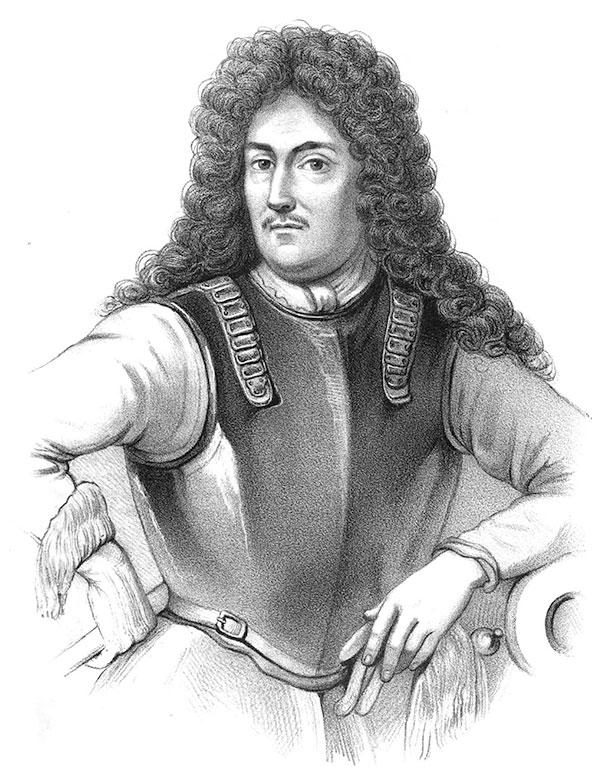
Rutger von Ascheberg

Rutger von Ascheberg (ur. 1621, zm. 1693) – szwedzki wojskowy i szlachcic, generał-lejtnant od 1670, generał od 1674, feldmarszałek od 1678, gubernator prowincji Skania, Halland i Blekinge od 1680, senator od 1681.
Rodzina Aschebergów pochodziła z Westfalii i w XVI wieku wyemigrowała do Kurlandii. Ascheberg rozpoczął służbę wojskową już w wieku lat 13 po stronie szwedzkiej w Niemczech w czasie wojny trzydziestoletniej. W wieku 18 lat porzucił wojsko i wyjechał na studia do Francji, lecz już rok później został powołany do kawalerii do heskiego regimentu i dalej brał udział w wojnie trzydziestoletniej.
W 1655 w wojnie z Danią dowodził własnym regimentem i w 1657 został pułkownikiem. Zasłynął także w czasie potopu szwedzkiego w bitwie pod Chojnicami. W 1658 został ciężko ranny pod Kopenhagą i musiał wrócić do kraju na rekonwalescencję. Brał później udział w kolejnej wojnie szwedzko-duńskiej.
Pochowany został w Göteborgu, gdzie do dziś główna ulica nosi jego imię.